# Доброта (холдинговая компания)
ЗАО «Холдинговая компания „Доброта“» — украинское автомобилестроительное предприятие в городе Дрогобыче. Выпускает малыми сериями автобусы «Бескид».

## История завода
Предприятие впервые представило свой автобус «Бескид-3232» на киевском автосалоне «SIA 2002» в 2002 году.
6,8-метровый автобус построен на шасси российского грузовика ЗИЛ-5301 «Бычок». Кузов — оригинальный каркасный, собственного изготовления. Салон рассчитан на 39 пассажиров (17 сидячих мест), двери — с пневмоприводом. Задняя подвеска — пневматическая оригинальная, поддерживающая клиренс независимо от степени нагрузки. Двигатель от ЗИЛ-5301 — дизель Д245.12 в 109 л.с. Максимальная скорость машины — 90 км/ч.
На следующий год на очередном Киевском автосалоне «SIA 2003» была представлена междугородная модификация автобуса Бескид-3222.3, рассчитанная на 23 сидячих и 8 стоячих мест. Междугородный автобус в отличие от предыдущей модификации имел обычную рессорную подвеску заднего моста.
Предприятие заявило о готовности выпускать до 750 автобусов «Бескид» в год. Однако, в связи с прекращением работы завода ЗИЛ, поставки шасси грузовика ЗИЛ-5301 для автобусов стали невозможными, и компания полностью сосредоточилась на работе над новым бескапотным автобусом «Бескид-3233» на базе китайского шасси. Сведений о выпуске автобусов «Бескид» в 2009—2011 годах нет.
Далее предприятие перешло под контроль фирмы Рено.

## Продукция
- автобус «Бескид-3232» (городская/пригородная модификация) Фото;
- автобус «Бескид-3222.3» (междугородная/туристическая модификация) Фото (недоступная ссылка);
- автобус «Бескид-3233» Фото (недоступная ссылка) (готовится к выпуску).